# Matevž Rupnik
Matevž Rupnik, slovenski alpski smučar, * 4. oktober 1997. 
Rupnik je bil član kluba SK Javornik. Nastopil je na svetovnem mladinskem prvenstvu leta 2018, kjer je bil 17. v slalomu, 23 v veleslalomu in 46. v smuku. V svetovnem pokalu je nastopil edinkrat 4. marca 2018 na slalomu za Pokal Vitranc v Kranjski Gori, kjer je odstopil v prvi vožnji.